# Elbingerode (Dolna Saksonia)
Elbingerode – gmina w Niemczech, w kraju związkowym Dolna Saksonia, w powiecie Getynga. Do 31 października 2016 należała do powiatu Osterode am Harz. Wchodzi w skład gminy zbiorowej Hattorf am Harz.